# ウスタースバッハ
ウスタースバッハ (ドイツ語: Ustersbach) は、ドイツ連邦共和国バイエルン州シュヴァーベン行政管区のアウクスブルク郡に属す町村（以下、本項では便宜上「町」と記述する）である。この町はゲッセルツハウゼン行政共同体に加盟している。

## 地理

### 位置
ウスタースバッハは、アウクスブルクの西約 25 km のアウクスブルク＝ヴェストリヘ・ヴェルダー自然公園内に位置する。地質学上は、丘陵の連なりを特徴とするライシェナウ地方の南辺縁部にあたる。ライシェナウはツーザム川によって形成された幅の広い谷の底である。地名から連想される（バッハ = Bach = 小川）のとは異なり、町内に川は流れていない。町で唯一の水域は町内の湿った箇所からツーザム川に排水を行う排水路である。この町の最も高い丘陵は「トーテンケプフレ」という名前であり、その斜面にこの町がある。

### 自治体の構成
ウスタースバッハは4つのゲマインデタイル（地理上の地区）で構成されている。
- バシェネッグ
- メディスホーフェン
- オスターキューバッハ
- ウスタースバッハ

### 隣接する町村
この町は、クッツェンハウゼン、フィッシャハ、ディンケルシェルベンと境を接している。

## 歴史
この集落はおそらく11世紀に成立し、1277年に Usterspach という表記で初めて文献に記録された。アウクスブルク聖堂参事会と地元貴族、さらに後にはアウクスブルクの聖十字架修道院、聖モリッツ修道院、聖カタリナ修道院がこの村の所領を分け合った。その後アウクスブルク聖堂参事会が土地所有権、裁判権、守護権を有する領主となった。1780年頃にガッテンベルク城跡の壁の石材がウスタースバッハのビール醸造所建設に転用された。1803年の帝国代表者会議主要決議によりこの村はバイエルン領となった。1862年から1929年までウスタースバッハはベツィルクスアムト・ツースマールスハウゼンに、1929年からはベツィルクスアムト・アウクスブルクに属した。ベツィルクスアムト・アウクスブルクは1939年からラントクライス・アウクスブルク（アウクスブルク郡）に改組された。

## 住民

### 人口推移
1988年から2018年までの間にこの町の人口は1,031人から1,176人へ、145人 14.1 % 増加した。

## 行政

### 議会
ウスタースバッハの町議会は12議席の議員と町長からなる。

### 首長
ヴィリー・ライター (CSU/Bürgerliste) は、2018年10月14日に 52.37 % の支持票を獲得して、ウスタースバッハの町長に選出された。彼は2019年1月1日に町長に就任した。彼の任期は2026年4月30日までである。
前任者はマクシミリアン・シュトゥムベック (CSU/BL) であった。彼は2002年から町長に就任し、2018年12月31日に引退した。2014年には同時にアウクスブルク郡議会議員にも選出された。

### 紋章
図柄: 青地と銀地に上下二分割。上部は跳ねる金のシカ。下部は赤い修道院長杖の上部。
紋章の由来: 跳ねる金のシカは、13世紀に他のレーエンとともにウスタースバッハの土地領主であったアウクスブルクの貴族シュトルツヒルシュ家の紋章から採られた。シュトルツヒルシュ家の紋章は、青地に3頭の金の跳ねるシカである。修道院長杖はウスタースバッハの教区教会の守護聖人で、修道院長杖をアトリビュートとする聖フリドリンを象徴している。下部の配色（赤と銀）は、アウクスブルク司教領の色を表している。
この紋章は1960年から用いられている。

## 文化と見所

### 宗教
小集落オスターキューバッハ以外の町域は聖フリドリン教会区に属している。この教会の守護聖人はアウクスブルク司教区特有の聖人で、ウスタースバッハの教区教会は最も東のフリドリンス教会とされている。
聖フリドリンに献堂された主たる教会の他に、メディスホーフェン地区に支教会として聖フィトゥス教会がある。この教会の調度はオーバーシェーネンフェルト修道院を規範としてる。この他に聖フリドリン教会の近くの茂みの中に、ルルドのグロットの見事な作例がある。このグロットは集落の境を越えて続いている。町の西部の野原に、聖アナに献堂された礼拝堂がある。オスターキューバッハ地区には十四救難聖人に献堂された礼拝堂がある。

### 建築
この町で最も古い見所は、1408年に建立されたジューネデンクマール（直訳:贖罪の記念碑）である。これは、赤い大理石で造られた中世後期の贖罪の石碑で、騎士ブルクハルト・フォン・シェレンベルクの殺害を償い、追悼するものである。

### スポーツ
地元のスポーツクラブとしては、TSV ウスタースバッハがある。このクラブは1973年に創設された。クラブカラーは青と黄色である。

## 経済と社会資本

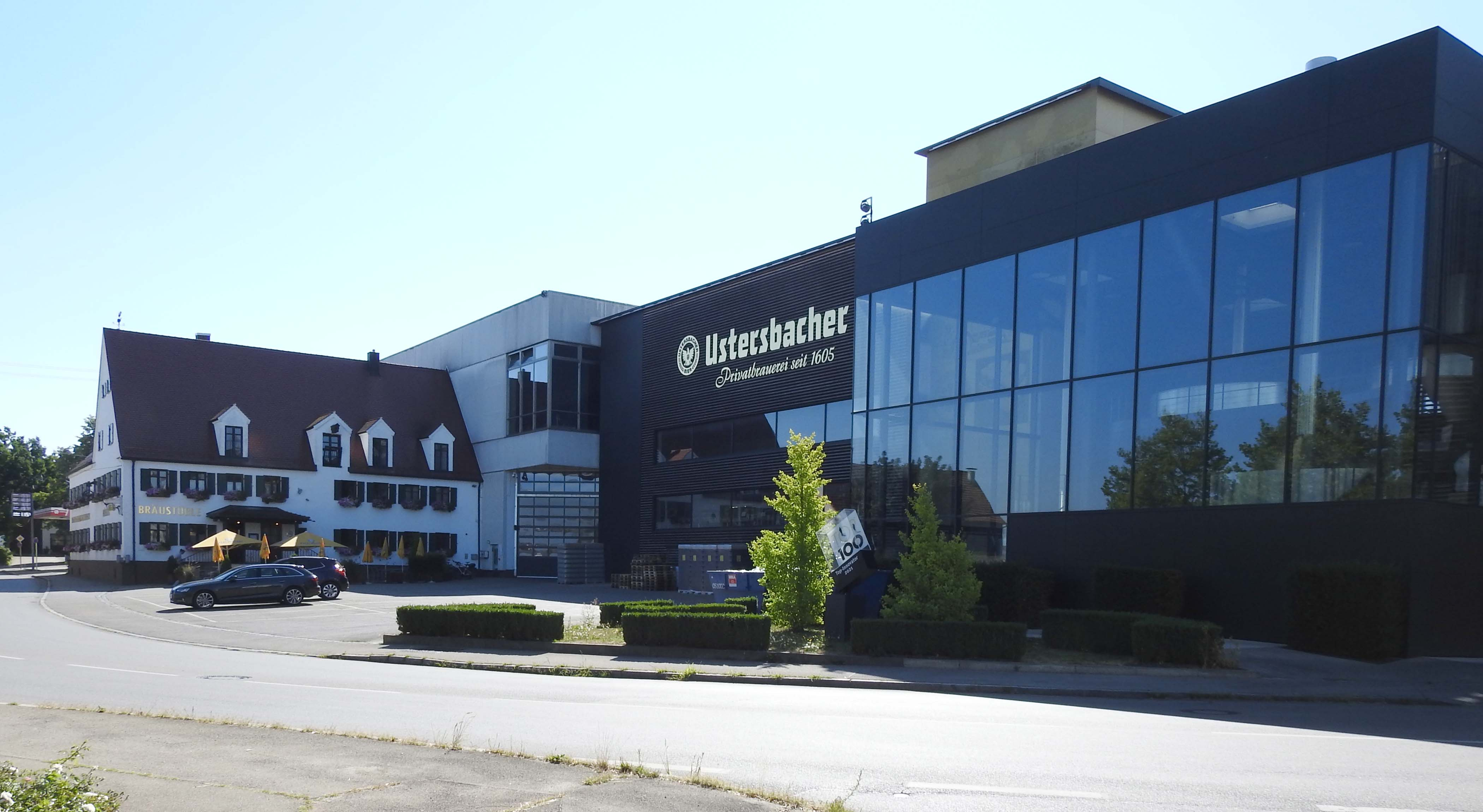
ブルワリー・ウスタースバッハ

### 地元企業
民営のブルワリー・ウスタースバッハは、ウスタースバッハというブランド名の地ビールを生産している。この町には、ライフアイゼンバンク・アウクスブルガー・ラント・ヴェスト e.G. の支店がある。

### 交通
町域を連邦道300号線と鉄道アウクスブルク - ウルム線が貫いている。メディスホーフェンにはこの鉄道路線の駅があったが、1990年代初めに路線拡充工事に伴い廃駅となり、その後取り壊された。2020年にメディスホーフェンの駅を再建しようとする活動サークルが組織された。
最寄りのアウトバーンのインターチェンジは、連邦アウトバーン8号線のもので、ツースマールスハウゼンとアーデルスリートにある。アウクスブルク中央駅からゲッセルツハウゼンやウスタースバッハを経由してクルムバッハに至るアウクスブルガー交通連盟のバス600号線が町内を運行している。

### 公共施設
ウスタースバッハには、町立図書館がある。

### 教育

#### 一般教育の学校
ウスタースバッハは、隣町のディンケルシェルベンとともにディンケルシェルベン学校連合の経営母体となっている。この学校連合はウスタースバッハにウスタースバッハ基礎課程学校を運営している。この学校では、ウスタースバッハやディンケルシェルベンのリート地区およびブライテンブロン地区の4年生までの児童が学ぶ。ウスタースバッハ基礎課程学校の校舎には、この他に養護学校ヘレン＝ケラー＝シューレ・ディンケルシェルベンが入居している。

#### その他の教育施設
聖フリドリン教区教会組織は行政と協働で幼稚園を運営している。ディリンゲガー・フランツィスカネリネンは、バシェネッグ地区に子供の家を運営している。
成人に対してはアウクスブルガー・ラント市民大学 e.V. の一部としてウスタースバッハ市民大学がコースを開設している。

## 人物

### ゆかりの人物
- テオドール・ヘッカー（ドイツ語版、英語版）（1879年 - 1945年）作家、翻訳家。ウスタースバッハで亡くなり、この地の墓地に埋葬されている。